# Румонге (провинция)
Румонге (рунди Rumonge) — одна из 18 провинций Бурунди. Находится на западе страны. Площадь — 1089 км², население 352 026 человек.
Административный центр — Румонге.

## История
Образована в 2015 году путём выделения 2-х коммун из провинции Бужумбура-Рураль и 3-х из провинции Бурури.

## География
На севере граничит с провинцией Бужумбура-Рураль, на востоке с провинцией Бурури, на юге с провинцией Макамба, на западе омывается водами озера Танганьика.

## Административное деление
Румонге делится на 5 коммун:
- Бугарама
- Буенгеро
- Бурамби
- Мухута
- Румонге